# Anel inguinal superficial
O anel inguinal superficial é uma uma estrutura anatômica na parede anterior do abdômen. É uma abertura triangular que forma a saída do canal inguinal, que abriga o nervo ilioinguinal, o ramo genital do nervo genitofemoral e o cordão espermático (em homens) ou o ligamento redondo (em mulheres). Na outra extremidade do canal, o anel inguinal profundo forma a entrada.

## Diferenças
O canal inguinal e o anel superficial são maiores em homens do que em mulheres:
Em homens, estruturas que passam entre o abdómen e o testículo passam através do canal inguinal e anel inguinal superficial.
Em mulheres, o ligamento redondo do útero passa através do canal inguinal e do anel superficial para se fundir com o tecido conectivo do lábio maior.
O anel inguinal superficial é superior a crista púbica e ao tubérculo púbico e à extremidade medial do ligamento inguinal:
Em homens, o anel inguinal superficial pode ser facilmente localizado seguindo-se o funículo espermático superiormente, em direcção à parede abdominal inferior - a fáscia espermática externa do funículo espermático é contínua com as margens do anel inguinal superficial.
Em mulheres, o tubérculo púbico pode ser palpado e o anel é superior e lateral ao tubérculo.